# Oakland (Illinois)
Oakland es una ciudad ubicada en el condado de Coles en el estado estadounidense de Illinois. En el Censo de 2010 tenía una población de 880 habitantes y una densidad poblacional de 390,99 personas por km².

## Geografía
Oakland se encuentra ubicada en las coordenadas 39°39′28″N 88°1′36″O / 39.65778, -88.02667. Según la Oficina del Censo de los Estados Unidos, Oakland tiene una superficie total de 2.25 km², de la cual 2.14 km² corresponden a tierra firme y (4.95%) 0.11 km² es agua.

## Demografía
Según el censo de 2010, había 880 personas residiendo en Oakland. La densidad de población era de 390,99 hab./km². De los 880 habitantes, Oakland estaba compuesto por el 98.41% blancos, el 0.23% eran afroamericanos, el 0.45% eran amerindios, el 0.11% eran asiáticos, el 0% eran isleños del Pacífico, el 0% eran de otras razas y el 0.8% pertenecían a dos o más razas. Del total de la población el 1.36% eran hispanos o latinos de cualquier raza.